# François Brandt
François Antoine Brandt (* 29. Dezember 1874 in Zoeterwoude; † 4. Juli 1949 in Naarden) war ein niederländischer Ruderer.

## Biografie
François Brandt war zusammen mit Roelof Klein und Hermanus Brockmann der erste Olympiasieger der Niederlande. Bei den Olympischen Sommerspielen 1900 Paris startete das Trio in der Zweier mit Steuermann-Regatta. Nach den Vorläufen nahm anstelle von Brockmann ein 60 kg leichterer französischer Junge die Position des Steuermanns ein. Des Weiteren gehörte Brandt der niederländischen Crew an, welche in der Achter-Regatta die Bronzemedaille gewann.
Brandt studierte bis 1900 Bauingenieurwesen an der Technischen Universität Delft und gehörte der Studentenrudervereinigung LAGA an. Nach seinem Studium war er bis 1938 bei der Nederlandse Spoorwegen tätig. Danach wurde er Bischof der Liberalkatholischen Kirche in Belgien und den Niederlanden. Brandt war mit Juliana Agatha de Wendt verheiratet und starb im Alter von 74 Jahren in Naarden. 2017 benannte die Stadt Amsterdam eine Brücke nach ihm.